# اس‌ام یوبی-۷۳
اس‌ام یوبی-۷۳ (به انگلیسی: SM UB-73) یک زیردریایی بود که طول آن ۵۵٫۵۲ متر (۱۸۲٫۲ فوت) بود. این زیردریایی در سال ۱۹۱۷ ساخته شد.